# 斯科特·福斯特尔
，美國软件工程师，因领导iPhone与iPad的系统软件开发团队而闻名，自2007年到2012年10月担任苹果公司iOS软件高级副总裁（SVP），因性格与行为方式与乔布斯相似，故被称为“小乔布斯”。同时他也是百老汇的制片人，他与配偶合作的Fun Home与Eclipsed曾获奖。

## 教育生涯
福斯特尔在华盛顿州的基沙普县的一个中产阶级家庭长大，他家有三个孩子，是排名老二；母亲珍妮（Jenny）是一位护士，父亲汤姆·福斯特尔（Tom Forstall）是一位工程师，他的哥哥Bruce是微软的高级软件设计工程师。
他是一位有天赋的学生，在编程等技能上他有着别人难以企及的高度，于是他有资格在初中阶段就接受高等科学和数学课程，并在Apple IIe计算机上积累下了编程经验。
后来他进入到了华盛顿州的奥林匹克高中，在那里，他沉浸在竞技性国际象棋、历史中，偶尔还会进入州级比赛中竞争，在比赛中他获得了GPA 4.0的成绩，还获得了演讲嘉宾的地位。
后来被斯坦福大学录取，1991年从斯坦福大学毕业并取得符號系統（symbolic systems）學士學位，并且第二年又在斯坦福取得了计算机科学的硕士学位。在斯坦福读书期间，福斯特尔曾是Phi Kappa Psi兄弟会的成员。

## 事业生涯
福斯特尔随着NeXT被苹果于1997年收购而来到了苹果。他被认为是Mac OS X和Aqua用户界面的原始创建者之一。他于2003年1月升职到高级总监。
在2006年福斯特尔第一次参加了Mac OS X发布，并在阿瓦德斯·特凡尼安从公司的首席软件工程师的职位离职后被任命为iPhone软件高级副总裁。从那时起他就一直在苹果苹果全球开发者大会上公开讲话，包括于2006年发布Mac OS X v10.5，于2008年iPhone 3G发布后宣布iPhone软件计划，以及于2010年1月27日参与到iPad发布会上。在WWDC 2011上，福斯特尔介绍了iOS 5，并且出现在大约四分之三的iOS 5介绍视频片段中。几乎每一个主要的苹果iOS发布会上他都会出现。
在"Let's talk iPhone" iPhone 4S发布会上，他上台演示了由SRI国际最初开发的Siri语音识别技术。
2012年10月29日，苹果公司宣布他将于2012年底离职，离职后的一年里暫時担任行政總裁蒂姆·库克的顾问。他所负责的iOS业务将会交给Mac软件工程高级副总裁克雷格·费德里吉负责，人机界面设计则交给工业设计资深副总裁乔纳森·埃维负责，Siri和iOS6中的全新地图则交给互联网副总裁艾迪·柯尔（Eddy Cue）负责。

## 从苹果离职
2012年9月19日iOS 6发布后，苹果遇到了麻烦。由公司内部设计的地图程序被批评落后、错误且缺乏细节。此外，苹果未经许可使用了瑞士联邦铁路的时钟在iOS的时钟图标上，迫使苹果赔偿2100萬歐元，10月份，财报显示，苹果第三季度的收入和利润增长低于预期，且是连续两个季度公司低于分析师的预计。
2012年10月29日，苹果在新闻发布会上宣布：“福斯特尔将于2013年离开苹果，并将在此期间担任首席执行官库克的顾问。”
福斯特尔和苹果公司CEO库克都没有在最初的新闻声明之外公开发表评论，但通常认为福斯特尔被迫离开了自己的职位。所有关于他离开原因的信息均来自匿名。报道称，库克成为CEO后的目标是在公司内部建立一种和谐文化，这意味着要“淘汰掉那些被同事讨厌的人” 而斯特尔与同事相处并不融洽，尽管前苹果高级工程师迈克尔洛普“相信苹果的创造力源自紧张和分歧。他同乔纳森·埃维、鲍勃·曼斯菲尔德的关系很差，除非库克调解，否则他们根本不能见面。据报道，他和埃维在任何层面都没有合作。库克因为这两人的僵局而被迫在两者之间进行选择，而库克选择留下埃维。另外据传，福斯特尔先后于2005年开除了Jean-Marie Hullot（应用程序首席技术官）、于2008年开除了托尼·法戴爾（iPod之父、硬件工程高级副总裁）；法戴爾在接受BBC采访时，对福斯特尔从苹果离职事件评论道：“这是他罪有应得”。硬件高级副总裁的费德尔的前任乔恩鲁宾斯坦也与福斯特尔有着紧张的关系。在2011年乔布斯去世之后，据报道，福斯特尔试图通过集权来挑战库克。
福斯特尔在2011年9月推出的Siri被一些观察者称其为“失败之作”。他在iOS 6中引入的地图应用被批评，称这完全不像苹果做出来的东西。据“财富”杂志的 Adam Lashinsky称，当苹果公司就地图上的错误正式道歉时，福斯托尔拒绝道歉。根据苹果公司的预想，Forstall是该地图程序的“直接负责人”，但他拒绝道歉令库克决心必须要把福斯特尔炒掉。
据报道，前首席执行官史蒂夫乔布斯主张他的“拟物化设计风格”，据报道显示这也引发了争议，此举导致苹果设计团队内部出现了裂痕。在2012年的一次采访中，Ive作为硬件设计主管，拒绝评论iOS用户界面。

## 近况
福斯特尔离开苹果多年后没有公开露面。2013年12月的一份报告称，他一直在旅行，为慈善机构提供咨询，并向一些小公司提供非正式建议。
2015年4月17日，福斯特尔发布了他的第一条推文，透露他是百老汇音乐剧之家的联合制作人。这是他自2012年离开苹果后第一次公开露面。2015年6月7日，福斯特尔制作的音乐剧在Tonys获得五个奖项。
据报道，福斯特尔正在担任Snap公司的顾问。
2017年6月20日，福斯特尔离开苹果后进行了首次公开采访。计算机历史博物馆由约翰·马科夫采访他关于研发第一代iPhone的背后故事。